# André Trocmé
André Trocmé (Saint Quentin, Aisne, 7 de abril de 1901 – Ginebra, 5 de junio de 1971) fue un pastor protestante y teólogo de la no violencia, hijo del hugonote francés Paul Trocmé, industrial textil, y de Paula Schwerdtmann, alemana. Durante la I Guerra Mundial que comenzó cuando tenía apenas 13 años de edad, debió vivir la angustia por enfrentar a sus propios parientes. Para no usar armas en el servicio militar se enroló en el servicio topográfico en Marruecos.

## Pastor protestante
Fue ordenado como pastor de la Iglesia Reformada de Francia tras estudiar en el Seminario de París y graduarse en el Union Theological Seminary en Nueva York. Se asoció con teólogos pacifistas, aunque como estudiante previó que el armisticio por sí mismo no traería una paz estable, debido a los desequilibrios de la sociedad. Se unió en 1924 al Movimiento Internacional por la Reconciliación y participó en su congreso en Bad Boll. Durante toda su vida sería un integrante activo de ese movimiento por la paz.
En 1926 se casó con Magda Grilli (1901-1996), literata nacida en Florencia, de padre italiano y madre rusa, que había conocido en 1925 en Nueva York, con quien tuvo una hija, Nelly y tres hijos, Jean-Pierre, Jacques, y Daniel.
En su primera parroquia Sin-le-Noble (Nord), después de una estadía en la cercana Maubeuge, abrió la iglesia al servicio de los trabajadores metalúrgicos y mineros y sus reivindicaciones laborales y sociales.
Ante el surgimiento y triunfo del nazismo, Trocmé se debatió entre las opciones de resistencia y osciló entre unirse a grupos armados que buscaban eliminar a Hitler o combatirlo militarmente u optar, como lo hizo definitivamente, por la no violencia, considerando que el cristiano debía oponerse activamente a la violencia y a la opresión con las armas del espíritu.

## Le Chambon sur Lignon
En 1934 fue nombrado pastor en Le Chambon-sur-Lignon, una población de hugonotes, en el Alto Loira, límite con Ardèche, al suroriente de Francia. Allí desarrolló el proyecto de una institución para la educación secundaria de los campesinos y estableció con el copastor Edouard Theis L'Ecole Nouvelle Cévenol conocida después como Collège Cévenol, institución internacional para la educación cristiana por la paz.
En octubre de 1940 llegó una orden de Petain que imponía la ceremonia del homenaje a la bandera con el saludo fascista, es decir, con el brazo extendido y la palma hacia abajo. Trocmé, Theis y Roger Darcissac director de la escuela, decidieron que iniciar su resistencia pacífica al régimen de Vichy y a los Nazis alemanes y a que, para él, el saludo fascista significaba renunciar a su conciencia. No obedecieron la orden y a partir de ahí multiplicaron los actos de desobediencia civil a las órdenes del régimen.
Durante el invierno de 1940 Magda Trocmé recibió a una judía perseguida, que acudió a la casa porque sabía que André había acogido a refugiados judíos que salieron de España, tras el establecimiento del régimen de Franco. Magda la ocultó en la casa de unos amigos que vivían en las afueras de Chambon. Un año después y ante la llegada de más refugiados, Trocmé propuso al presbiterio de la parroquia hacer de Chambon una ciudad de refugio, lo que el consejo aprobó, así como posteriormente toda la asamblea. Con financiación de los Cuáqueros crearon una Casa de los Refugiados para alimentar, vestir, proteger y educar a los niños de los deportados y la puso bajo la dirección de su primo Daniel.
Siempre había 500 o más refugiados en la región. Hasta 5 mil refugiados fueron escondidos en cocinas, establos, mansardas, bodegas o sótanos y el pueblo se convirtió en una aldea de refugio eficaz. "El Collado Florido" era una estación que albergaba a quienes iban a huir hacia Suiza; estaba financiada por CIMADE, organización creada en 1939 por mujeres, y que había construido durante el verano de 1942 una red que conducía a través de las montañas a los refugiados en mayor peligro.
En estas condiciones la columna vertebral de la parroquia eran 13 grupos de jóvenes de Chambon que se reunían cada 15 días para el "Estudio sobre la Biblia y la resistencia" y constituían una red de trabajo, solidaridad y comunicación. Preparaban y llevaban a la práctica planes para "vencer el mal con el bien". Cada grupo actuaba separadamente de los demás. Así, si la policía torturaba a un responsable, éste no podía revelar nada que destruyera toda la organización. Esta organización permitió mantener la resistencia no violenta durante la ocupación alemana del sur de Francia después de 1942.
A pesar de que varios mensajeros con dinero para las diferentes instituciones solidarias de Le Chambon-sur-Lignon y sus alrededores fueron detenidos y ejecutados, las ayudas financieras crecieron, y Suecia, la Cruz Roja Internacional e instituciones antifascistas católicas y de otras orientaciones también colaboraron.
Aunque la mayoría de los refugiados eran judíos, entre ellos niños cuyos padres estaban en los campos de extermino nazis, había también alemanes antinazis y jóvenes franceses.
La detención en el campo de Saint Paul d´Eyjeaux, de Theis, Trocmé y Roger Darcissat durante más de un mes desde el 13 de febrero de 1943, no hizo cambiar a los habitantes de Chambon en su decisión de resistir. Trocmé debió luego esconderse luego diez meses. En 1944 su primo Daniel fue encarcelado, torturado y gaseado por los nazis en el campo de concentración de Majdanek, condenado por esconder a niños judíos.
La solidaridad de la población mayoritariamente cristiana de la meseta, que recordaba cómo en el pasado se ocultaron en la región pastores protestantes clandestinos, permitió salvar la vida de 3.000 personas.

## Posguerra por la Paz
Llamado al Secretariado Internacional de la Reconciliación, se estableció en Versalles en 1950. Con su mujer, hizo de la Casa de la Reconciliación un hogar de recepción, no solamente para los congresos del movimiento, sino para toda meditación activa, investigación desinteresada o esfuerzo al servicio de justicia y paz. Recorrió el mundo en misión de paz y convenciendo a fuertes personalidades. Se hizo amigo de Martin Niemöller. En 1953 publicó el libro The Politics of Repentance (La Política del Arrepentimiento).
Fue a África antes y después del comienzo de la guerra de Argelia; fundó un centro de ayuda a los argelinos y con iglesias de Suiza logró enviar mecánicos de camiones y maquinaria agrícola. Fundó Eirén (Servicio Internacional de Paz), con los Menonitas, la Iglesia de los Hermanos y la Reconciliación para los objetores de conciencia cristianos que trabajaron del Tercer Mundo. En 1959 se desempeñó como presidente de la Federación Francesa Contra las Armas Atómicas.

## Los once últimos años
En 1960 fue nombrado como pastor de la parroquia de Saint-Gervais, en Ginebra. Allí mantuvo una actividad incesante y abrió a sus feligreses muchos nuevos caminos. Como predicador era un sembrador de ideas e instigador de acciones. Preocupado de una revisión no violenta de la presente sociedad de consumo y por impugnar la primacía del beneficio capitalista, publicó en 1961 Jésus et la révolution non-violente (Jesús y la Revolución No Violenta), traducido luego a varios idiomas, libro que se centra en las consecuencias de la proclamación del Jubileo por Jesús (Lucas 4:17-19).
Supo llevar su vida y su testimonio conjuntamente a nivel personal y a nivel universal. En 1965 viajó a Vietnam en una misión internacional por la paz. Todos los problemas humanos lo interesaban, observaba permanentemente la coyuntura, hacía gestiones, producía, organizaba, hasta su fallecimiento en 1971, cuando acababa de recibir del Yad Vashem el título de "Justo entre las Naciones". Los restos de André Trocmé descansan en Le Chambon-sur-Lignon.
Es conmemorado por la Comunión anglicana el 16 de junio, junto a su esposa Magda, Raoul Wallenberg, Chiune Sugihara, Carl Lutz y Harry Bingham.